# Анзяк
Анзяк  (баш. Әнйәк) — село в Дуванском районе Башкортостана, входит в состав Рухтинского сельсовета.

## Население
| 2002 | 2010 |
| ---- | ---- |
| 371  | ↗382 |

## Географическое положение
Расстояние до:
- районного центра (Месягутово): 13 км,
- центра сельсовета (Рухтино): 3 км,
- ближайшей ж/д станции (Сулея): 80 км.

## Известные уроженцы
- Гордеев, Александр Семёнович (1903—1975) — Герой Советского Союза.